# MTV Video Music Awards de 1988
A cerimônia dos MTV Video Music Awards 1988 foi transmitida ao vivo em 7 de setembro de 1988, tendo premiado os melhores videoclipes lançados entre 2 de maio de 1987 e 1 de abril de 1988. O programa foi apresentado por Arsenio Hall no Anfiteatro da Universal, em Los Angeles.

## Nomeações
Os vencedores aparecem a negrito.

### Videoclipe do Ano
- George Harrison — "When We Was Fab"
- INXS — "Need You Tonight/Mediate"
- Bruce Springsteen — "Tunnel of Love"
- U2 — "I Still Haven't Found What I'm Looking For"
- U2 — "Where the Streets Have No Name"

### Melhor Videoclipe Masculino
- Terence Trent D'Arby — "Wishing Well"
- George Harrison — "Got My Mind Set on You"
- Prince (featuring Sheena Easton) — "U Got the Look"
- Bruce Springsteen — "Tunnel of Love"
- Steve Winwood — "Back in the High Life Again"

### Melhor Videoclipe Feminino
- Cher — "I Found Someone"
- Lita Ford — "Kiss Me Deadly"
- Janet Jackson — "The Pleasure Principle"
- Suzanne Vega — "Luka"
- Jody Watley — "Some Kind of Lover"

### Melhor Videoclipe de Um Grupo
- Aerosmith — "Dude (Looks Like a Lady)"
- Eurythmics — "I Need a Man"
- INXS — "Need You Tonight/Mediate"
- U2 — "I Still Haven't Found What I'm Looking For"
- U2 — "Where the Streets Have No Name"

### Melhor Novo Artista num Videoclipe
- The Godfathers — "Birth, School, Work, Death"
- Guns N' Roses — "Welcome to the Jungle"
- Buster Poindexter — "Hot, Hot, Hot"
- Swing Out Sister — "Breakout"
- Jody Watley — "Some Kind of Lover"

### Melhor Conceito num Videoclipe
- George Harrison — "When We Was Fab"
- INXS — "Need You Tonight/Mediate"
- Pink Floyd — "Learning to Fly"
- U2 — "I Still Haven't Found What I'm Looking For"
- XTC — "Dear God"

### Melhor Videoclipe de um Filme
- The Bangles — "Hazy Shade of Winter" (de Less Than Zero)
- Bryan Ferry — "Kiss and Tell" (de Bright Lights, Big City)
- Peter Gabriel — "Biko" (de Cry Freedom)
- Los Lobos — "La Bamba" (de La Bamba)
- Bob Seger — "Shakedown" (de Beverly Hills Cop II)

### Vídeo Descoberta
- George Harrison — "When We Was Fab"
- INXS — "Need You Tonight/Mediate"
- Squeeze — "Hourglass"
- Suzanne Vega — "Luka"
- XTC — "Dear God"

### Melhor Atuação de Palco num Videoclipe
- Aerosmith — "Dude (Looks Like a Lady)"
- Grateful Dead — "Touch of Grey"
- Elton John — "Candle in the Wind (ao vivo)"
- Roy Orbison — "Oh, Pretty Woman (ao vivo)"
- Prince (featuring Sheena Easton) — "U Got the Look"
- U2 — "Where the Streets Have No Name"

### Melhor Direção
- Eurythmics — "You Have Placed a Chill in My Heart" (Diretor: Sophie Muller)
- George Michael — "Father Figure" (Diretores: Andy Morahan e George Michael)
- Pink Floyd — "Learning to Fly" (Diretor: Storm Thorgerson)
- R.E.M. — "The One I Love" (Diretor: Robert Longo)
- XTC — "Dear God" (Diretor: Nicholas Brandt)

### Melhor Coreografia
- Janet Jackson — "The Pleasure Principle" (Coreógrafo: Barry Lather)
- Michael Jackson — "Bad" (Coreógrafos: Michael Jackson, Greg Burg e Jeffrey Daniel)
- Michael Jackson — "The Way You Make Me Feel" (Coreógrafos: Michael Jackson e Vincent Patterson)
- Prince (featuring Sheena Easton) — "U Got the Look" (Coreógrafo: Cat Glover)
- Sting — "We'll Be Together" (Coreógrafo: Barry Lather)

### Melhores Efeitos Especiais
- Grateful Dead — "Touch of Grey" (Efeitos Especiais: Gary Gutierrez)
- George Harrison — "Got My Mind Set on You" (Efeitos Especiais: John McCallum)
- George Harrison — "When We Was Fab" (Efeitos Especiais: Chris Lyons)
- INXS — "Need You Tonight/Mediate" (Efeitos Especiais: Lynn Maree Milburn)
- Squeeze — "Hourglass" (Efeitos Especiais: Jim Francis e Dave Barton)

### Melhor Direção de Arte
- George Harrison — "When We Was Fab" (Diretor de Arte: Sid Bartholomew)
- INXS — "Need You Tonight/Mediate" (Diretor de Arte: Lynn Maree Milburn)
- George Michael — "Faith" (Diretor de Arte: Bryan Jones)
- Bruce Springsteen — "Tunnel of Love" (Diretores de Arte: Howard Cummings e Beth Rubino)
- Squeeze — "Hourglass" (Diretores de Arte: Clive Crotty e Mick Edwards)

### Melhor Edição
- INXS — "Devil Inside" (Editor: Steve Purcell)
- INXS — "Need You Tonight/Mediate" (Editor: Richard Lowenstein)
- Loverboy — "Notorious" (Editor: Jim Haygood)
- Prince (featuring Sheena Easton) — "U Got the Look" (Editor: Charley Randazzo e Steve Purcell)
- Bruce Springsteen — "Tunnel of Love" (Editor: Greg Dougherty)

### Melhor Cinematografia
- George Michael — "Father Figure" (Diretor de Fotografia: Peter Mackay)
- Pink Floyd — "Learning to Fly" (Diretor de Fotografia: Gordon Minard)
- Robert Plant — "Heaven Knows" (Diretor de Fotografia: Steve Tickner)
- Sting — "We'll Be Together" (Diretor de Fotografia: Bill Pope)
- Suzanne Vega — "Luka" (Diretor de Fotografia: Derek Wolski)

### Escolha do Público
- George Harrison — "When We Was Fab"
- INXS — "Need You Tonight/Mediate"
- Bruce Springsteen — "Tunnel of Love"
- U2 — "I Still Haven't Found What I'm Looking For"
- U2 — "Where the Streets Have No Name"

### Prêmio Video Vanguard
- Michael Jackson

## Atuações
- Rod Stewart — "Forever Young"
- Jody Watley — "Some Kind of Lover"
- Aerosmith — "Dude (Looks Like a Lady)"
- Elton John — "I Don't Wanna Go on with You Like That"
- Depeche Mode — "Strangelove"
- Crowded House — "Better Be Home Soon"
- Michael Jackson — "Bad"
- Cher — "Main Man"
- The Fat Boys (featuring Chubby Checker) — "Louie Louie"/"The Twist"
- Guns N' Roses — "Welcome to the Jungle"
- INXS — "New Sensation"